# Amphidrina sinistra
Amphidrina sinistra är en fjärilsart som beskrevs av Antonius Johannes Theodorus Janse 1940. Amphidrina sinistra ingår i släktet Amphidrina och familjen nattflyn. Inga underarter finns listade i Catalogue of Life.